# Chiesa cattolica in Cina
Secondo le fonti ufficiali, la Chiesa cattolica in Cina è formata da circa 16 milioni di fedeli. Il dato riguarda gli aderenti all'«Associazione patriottica cattolica cinese», la sola Chiesa cattolica pienamente riconosciuta dal governo.
Fino a tempi recenti, il governo cinese chiedeva ai cattolici di non riconoscere l'autorità del Papa e di affermare il primato dello Stato sulla propria aderenza confessionale. La situazione è cambiata - ma in misura limitata - dopo l'accordo (le cui clausole non sono state rese pubbliche) tra Repubblica Popolare Cinese e Santa Sede del 22 settembre 2018. L'accordo è stato rinnovato nel 2020, nel 2022 e nel 2024.
Eppure la Chiesa cattolica fedele al papa esisteva. Secondo la «Laogai Research Foundation» ed altre organizzazioni estere, o non ufficiali («Human Rights Watch», «Asia Watch Committee»), i fedeli della chiesa cattolica detta sotterranea (perché ufficialmente bandita) raggiungevano la cifra di 16 milioni.
Fino al 2018 esistevano quindi due forme di cattolicesimo in Cina:
1. L'«Associazione patriottica cattolica cinese», che non ammetteva ufficialmente il primato del Papa ed è riconosciuta dal governo;
2. La Chiesa in comunione con Roma. Per la legge cinese questa chiesa non esisteva; era quindi costretta ad operare in totale clandestinità. Lo Stato considerava coloro che erano rimasti fedeli al papa, sia presbiteri che laici, “sovversivi”, basandosi sull'art. 36 della Costituzione che afferma: "le organizzazioni religiose e le attività religiose non possono essere soggette ad alcun controllo esterno"[3]. La legge ordinaria («Documento nº 19» vedi infra) vietava l'attività religiosa al di fuori dell'associazione patriottica poiché "sovvertiva il potere dello Stato". Per i colpevoli erano previste severe condanne penali[4].

L’Accordo del 2018 ha sancito il definitivo superamento della divisione tra vescovi “patriottici” e vescovi “clandestini”. Oggi si stima che sugli 80 vescovi della Repubblica popolare, 15 rimangano ancora nella condizione di “clandestini”.

## Storia

### La predicazione dei missionari francescani
La prima opera di evangelizzazione nell'impero cinese da parte di missionari cattolici si ebbe al tempo di Marco Polo. Nel XIII secolo papa Innocenzo IV e il re di Francia Luigi IX inviarono più volte francescani e domenicani alla corte del Gran Khan, sotto la Dinastia Yuan.
Fra essi vanno ricordati i francescani Giovanni da Pian del Carpine, che giunse fino a Karakorum (1245-47), Guglielmo di Rubruck (1253-55), fiammingo, e soprattutto Giovanni da Montecorvino. Questi, coadiuvato da alcuni confratelli, tra cui Arnaldo da Colonia e Odorico da Pordenone, giunse a Kambalik (vicino all'attuale Pechino) nel 1294. Accolto benevolmente dai regnanti della Dinastia Yuan, gli fu permesso di fondare una comunità.
La sua trentennale opera di evangelizzazione portò papa Clemente V ad inviare altri frati e ad erigere nel 1307 un'arcidiocesi; Giovanni stesso fu nominato primo arcivescovo di Pechino. Nel 1368 terminò il potere della dinastia Yuan. La nuova Dinastia Ming scatenò la persecuzione sui cristiani e pose fine al secondo periodo di evangelizzazione.

### La missione dei gesuiti: i "riti cinesi"

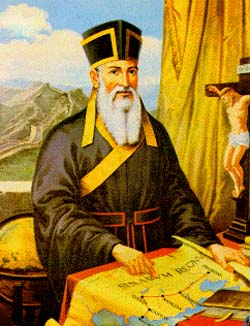
Matteo Ricci

Nel 1576 venne creata una nuova diocesi nella colonia portoghese di Macao. Nel 1583 con l'arrivo in Cina di Matteo Ricci, chiamato dal plenipotenziario visitatore gesuita Alessandro Valignano, ebbe inizio la missione della Compagnia di Gesù. La predicazione di Ricci ebbe successo anche perché era fondata sull'adattamento del cristianesimo ai valori cinesi; Ricci accoglieva molti principi del confucianesimo; questo tipo di predicazione fu però inviso sia ai francescani sia ai domenicani. Nel 1622 papa Gregorio XV istituiva la Congregazione de Propaganda Fide, cui ordinava di sovrintendere a tutte le missioni presso i popoli non cristiani. Subito la Propaganda Fide si schierò contro la predicazione dei missionari gesuiti, ai quali contestava il sincretismo tra riti cristiani e riti pagani 
La comunità cristiana di Pechino intanto prosperava: toccava all'inizio del XVIII secolo i 200.000 fedeli.
Forse anche a causa di questi contrasti interni (non ultimi i contrasti tra Gesuiti di diversa nazionalità) nel XVIII secolo le fortune del cristianesimo in Cina declinarono. Nel 1707 il Legato pontificio (cioè il rappresentante della Santa Sede) patriarca Carlo Tommaso Maillard de Tournon, in missione a Pechino dal dicembre del 1705, emanò un decreto con cui vietò i "riti cinesi", riprendendo e pubblicando in Cina il contenuto del decreto della Santa Sede Cum Deus Optimus del novembre del 1704. L'imperatore esiliò Tournon a Macao, colonia portoghese, dove il Patriarca rimase in una sorta di domicilio coatto fino alla sua morte, avvenuta nel giugno del 1710.
Il decreto emanato da Tournon fu riconfermato nel settembre del 1710 dalla Santa Sede, che con la bolla Ex Illa Die del marzo del 1715 volle assumere una decisione definitiva e pretendere anche un giuramento ai missionari. Alla pubblicazione della bolla i gesuiti si autosospesero dall'amministrazione dei sacramenti e questo incrementò ulteriormente la diatriba tra missionari.
Ma più che i dibattiti teologici tra missionari, fu il cambio di potere in Cina che determinò il declino della Missione cattolica nel XVIII secolo. Nel 1724 il nuovo imperatore Yongzheng, molto meno interessato al cristianesimo e ai cristiani di quanto non fosse stato suo padre Kangxi, emanò alcuni decreti che impedivano la predicazione cristiana, confiscavano chiese ed esiliavano molti missionari dapprima a Canton, e poi a Macao, lasciandone soltanto pochissimi a Pechino. Dopo diversi anni di discussioni, controversie e problemi, la Chiesa decise di chiudere la diatriba sui riti cinesi pronunciando una sentenza di condanna definitiva (Ex quo singulari, luglio 1742) che proibiva anche ulteriori discussioni sull'argomento.
In questo periodo altri missionari si dedicarono ad attività religiose in Cina: il prete secolare Matteo Ripa, che ritornò in Italia nel 1723; il lazzarista Teodorico Pedrini, che morì a Pechino nel 1746; il francescano Carlo Orazi, che scrisse vari libri e memorie, tra cui: Brevis narratio itineris ex Italia ad Chinam, Vita Confusii philosophi, un Dizionario cinese-latino e una "Versione latina della Stele di Singan Fu" (Xian); oltre a numerosi francescani, domenicani, missionari di Parigi, agostiniani, caracciolini e carmelitani.
Nel 1773 il papa soppresse l'Ordine dei Gesuiti: la bolla fu applicata in Cina nel 1775, segnando in questo modo il termine di una lunga pagina della storia della missione di Cina.

### Dopo la soppressione della Compagnia di Gesù
Dopo la chiusura della Compagnia di Gesù l'attività evangelizzatrice, oltre che la gestione delle strutture religiose e delle chiese, fu assegnata principalmente ai lazzaristi, ai frati domenicani e ad altri ordini. Nel 1811 vennero condotte altre campagne di persecuzione contro i missionari cattolici, e la Chiesa cattolica visse di nuovo periodi molto difficili.
Dopo la ricostituzione della Compagnia di Gesù nel 1814, i Gesuiti furono riammessi in Cina nel 1842 e tentarono di riconquistare le posizioni perdute diverse decenni prima. L'azione missionaria ebbe un nuovo impulso nella seconda metà del XIX secolo, in seguito alle due Guerre dell'oppio, che il regime cinese perse contro le potenze occidentali.
I vincitori costrinsero infatti l'impero della Dinastia Qing a firmare i due Trattati ineguali (1860), che tutelavano nuovamente l'opera di evangelizzazione nel paese. I missionari, sia cattolici sia protestanti, e le suore fondarono scuole femminili (le prime nel Paese), orfanotrofi per bambini abbandonati, ospedali; introdussero nuove colture agricole e boschive (vite, pomodoro, patata, orzo, tecnica del maggese). Nacquero le prime università cattoliche a modello scientifico (Fu Jen a Pechino, Aurora a Shanghai).

### Dalla persecuzione dei Boxer alla Repubblica Popolare

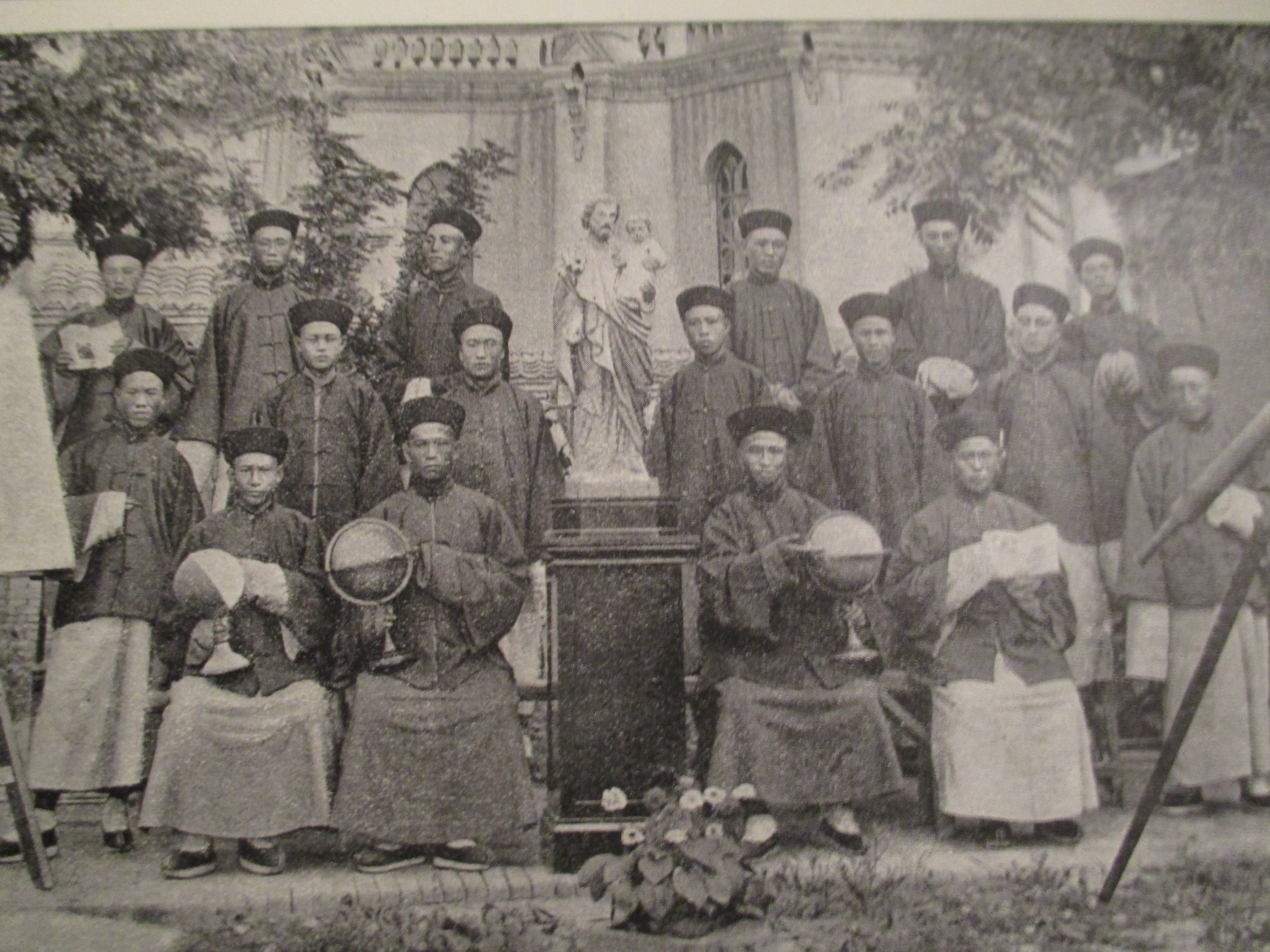
Seminaristi cattolici (1900).

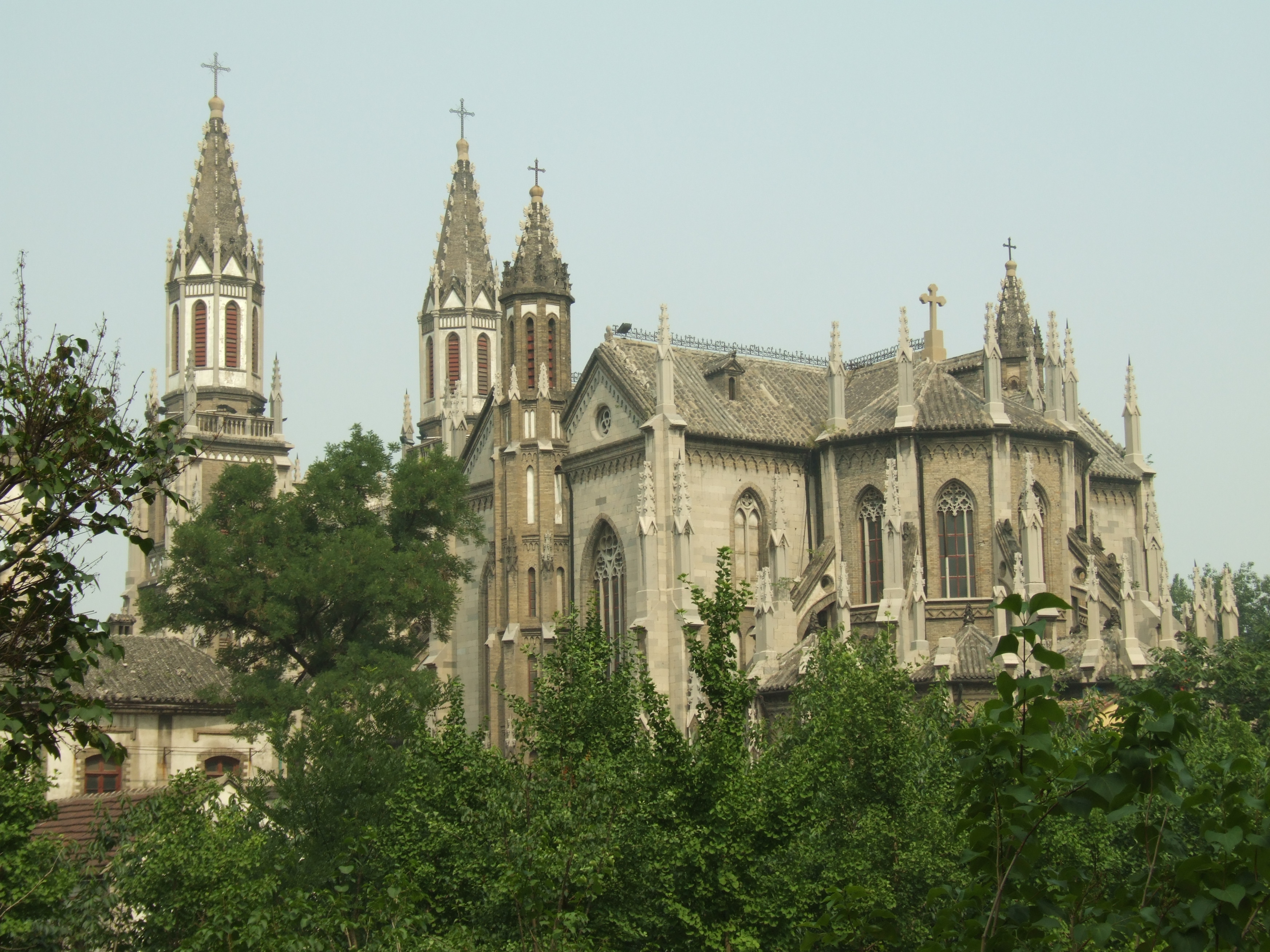
Cattedrale di Jinan

All'inizio del XX secolo si verificò un episodio di grave crudeltà verso i cristiani: una società segreta di stampo xenofobo, la "Società di giustizia e concordia" (conosciuta in Europa con il nome di Boxers), che aveva preso di mira la presenza degli stranieri in Cina, trucidò ben 30 000 cattolici (tra locali e stranieri), che si erano rifiutati di rinnegare la fede. Alcune centinaia di martiri saranno canonizzati da Giovanni Paolo II nel 2000.
Nel 1911 il plurimillenario impero celeste crollò ed i cristiani dovettero fronteggiare una situazione di crescente instabilità. L'opera di evangelizzazione non si fermò. Ai missonari e alle suore si deve anche la prima rivolta contro i "piedi fasciati" delle donne.
Nel 1922 venne istituita la delegazione apostolica in Cina; primo delegato apostolico fu Celso Costantini. Nel 1926 vennero ordinati i primi sei vescovi cinesi.
La Chiesa viene più volte riorganizzata durante gli anni trenta, che furono molto duri per la popolazione a causa dell'invasione giapponese. In questo periodo, nel 1935 il missionario e sinologo tedesco Franz Xaver Biallas (1878-1936) fondò presso l'Università cattolica Fu-jen di Pechino una rivista di studi orientali, i Monumenta Serica.
Negli anni immediatamente successivi alla Seconda guerra mondiale, la Chiesa cattolica progredisce nel suo radicamento sul territorio: nel 1946 la Santa Sede eleva la delegazione apostolica a internunziatura; nello stesso anno Pio XII nomina il primo cardinale cinese di nascita: Thomas Tien Ken-sin. La Chiesa cinese giunge ad un assetto definitivo con la creazione della gerarchia ecclesiastica ordinaria. Il territorio è suddiviso in 20 arcidiocesi, 85 diocesi e 34 prefetture apostoliche. I vescovi cinesi da 6 sono diventati 20.

### I cattolici sotto il regime comunista
Già durante la guerra civile (1946 - 1949), i comunisti avevano compiuto atti di violenza verso la Chiesa cattolica. L'abbazia trappista di Nostra Signora della Consolazione a Yangjiaping (180 km nord-ovest di Pechino), considerata da papa Pio XI un modello, tanto di citarla nell'enciclica Rerum Ecclesiae, fu devastata da ripetuti saccheggi di formazioni comuniste ed infine incendiata (1947). I monaci furono legati mani e piedi con fili di ferro e sottoposti a marce forzate nel gelo invernale. La maggior parte morì durante gli spostamenti; i sopravvissuti vennero sottoposti a “processi popolari” e infine messi a morte.
Nel 1949, l'anno della presa del potere dei comunisti guidati da Mao Zedong, i cattolici in Cina erano circa 3,5 milioni, i sacerdoti 5.788 (di cui 2.698 cinesi), le suore 7.463 (di cui 5.112 cinesi), i frati 840. Nel Paese esistevano oltre 300 seminari.
La Chiesa conta anche numerose opere sociali: 216 ospedali e case di ricovero, 6 lebbrosari, 781 dispensari medici, 254 orfanotrofi, 3 università, 189 scuole superiori e secondarie, 2011 scuole elementari, 2243 scuole di catechesi, 32 tipografie e una cinquantina di giornali e riviste.
Preso il potere, il Partito comunista avvia un'intensa campagna in favore dell'ateismo, che comprende notevoli limitazioni ai religiosi provenienti dall'estero, la chiusura di numerose chiese e la statalizzazione delle tre università cattoliche. La politica di repressione prosegue con la chiusura di seminari, conventi e scuole cattoliche. Molti missionari stranieri sono costretti a lasciare il Paese, altri vengono incarcerati e poi espulsi.
Nel novembre del 1950, nel tentativo di avviare una mediazione con il regime, i cattolici del Sichuan settentrionale pubblicano un «Proclama sull'indipendenza e la riforma» (in seguito chiamato "Manifesto delle Tre Autonomie"). Il regime accoglie favorevolmente il documento ed esercita pressioni sulle comunità cattoliche per l'allineamento con il Movimento delle Tre Autonomie. Intervengono i vescovi, che rifiutano ogni forma di distacco dalla Santa Sede. Il governo intanto procede nella chiusura di seminari, cattolici e protestanti, e nell'espulsione di missionari europei. Sono cacciati 1136 missionari e 14 vescovi di origine straniera. Tra il 1951 e il 1952 un'ondata di arresti e di esecuzioni sommarie attraversa il paese. Tra le centinaia di migliaia di vittime, vengono colpiti anche molti cristiani. Il 5 settembre 1951 viene espulso anche l'internunzio apostolico Antonio Riberi, che si rifugia inizialmente a Hong Kong e nell'anno seguente a Taiwan. Prima della fine del 1951 il governo confisca tutte le proprietà della Chiesa sul territorio nazionale.
Viene orchestrata anche una campagna nazionale contro gli orfanotrofi e le scuole cattoliche. Poi sono prese di mira le associazioni laicali, trattate come «organizzazioni antigovernative». Per esempio, la Legio Mariae, considerata un'organizzazione paramilitare, è colpita da centinaia di arresti. Contemporaneamente il regime avvia una grande campagna di indottrinamento, prima nelle grandi città e poi in tutti gli altri centri del paese. Nel 1952 papa Pio XII pubblica la lettera apostolica Cupimus imprimis in difesa della cristianità cinese. La risposta del regime è dura: in quell'anno più di tremila missionari stranieri e 12 vescovi missionari vengono espulsi; altri 23 vescovi finiscono in carcere (con conseguenti percosse e torture) e 5 agli arresti domiciliari; oltre trecento sacerdoti (stranieri e cinesi) sono incarcerati o inviati ai lavori forzati. Dopo l'ondata di espulsioni e arresti, il regime pone le basi di una Chiesa cattolica “nazionale”. Alla fine del 1954 la presenza dei missionari è ridotta a poche decine di unità.
Nel settembre del 1954 viene approvata la nuova costituzione della Repubblica popolare cinese, che getta le basi per il controllo del Partito comunista su ogni attività organizzata. Il mese dopo Pio XII pubblica l'enciclica Ad Sinarum Gentem che condanna la creazione di una Chiesa cattolica cinese separata da Roma. Intanto la persecuzione del regime non si arresta: nel 1955 la Chiesa cattolica a Shanghai, guidata dall'arcivescovo Ignazio Kung Pin Mei, una delle più fiorenti del Paese, viene azzerata. Alla fine dell'anno i missionari stranieri ancora presenti sul suolo cinese, inclusi due vescovi, sono solo 16, di cui 14 in prigione. Gli ultimi seminari e i conventi vengono chiusi.
Il 2 agosto 1957 nasce l'«Associazione patriottica cattolica cinese», organizzazione direttamente controllata dal regime; da allora la chiesa cattolica entra in clandestinità e comincia ad essere chiamata "sotterranea". Ai cattolici viene imposto l'obbligo di iscriversi all'associazione; per chi rifiuta e rimane fedele alla Santa Sede sono aperte le porte dei campi di lavoro. L'Associazione Patriottica comincia a consacrare propri vescovi.
Il 28 giugno 1958 Pio XII pubblica una nuova enciclica sulla Cina, Ad Apostolorum Principis, in cui denuncia la persecuzione in atto e dichiara illecita la nomina dei vescovi da parte della chiesa autocefala; il Papa precisa comunque che i vescovi consacrati senza l'approvazione della Santa Sede non saranno scomunicati poiché si ritiene che non abbiano accettato liberamente l'episcopato. Nel 1962, al Concilio Vaticano II, la Chiesa cinese è rappresentata solo dai vescovi in esilio (60, di cui 49 stranieri) e da quelli di Hong Kong, Macao e Taiwan, sede, quest'ultima, della nunziatura presso la Repubblica popolare.
Tra il 1966 e il 1969, durante il periodo di repressione noto come Rivoluzione culturale, i cristiani vengono etichettati come “nemici del popolo” e i cattolici continuarono ad essere sospettati di attività contro-rivoluzionarie. Vengono chiuse le pochissime chiese ancora rimaste aperte; successivamente molte subiscono il vandalismo delle Guardie rosse e vengono distrutte. "La Cina si presenta al mondo come un Paese completamente ateo, con l'eliminazione radicale di ogni religione e la proibizione di qualsiasi manifestazione di fede". Dopo la morte di Mao Zedong (1976) i nuovi vertici del regime cominciano a concedere una limitata libertà religiosa; numerosi cristiani detenuti nei campi di lavoro vengono progressivamente liberati.
Nel 1979, per la prima volta dopo oltre 25 anni, i cristiani possono celebrare pubblicamente il Natale in tutta la Cina. Negli anni successivi si riaprono al pubblico molte chiese, sotto l'ombrello dell'Associazione Patriottica, che le gestisce con il suo personale. Nonostante ciò, il regime non dà nessun segno di distensione verso la Santa Sede, anzi nel 1980 ribadisce che le comunità cattoliche non registrate sono considerate sovversive e quindi vanno perseguite. Le comunità più numerose di cattolici rimasti fedeli al papa sono quelle in Hebei (in particolare la diocesi di Baoding), Shaanxi, Fujian e Mongolia interna.
Nel 1982 il partito comunista approva il Documento nº 19 (tuttora in vigore), l'atto che fonda la politica religiosa di Deng Xiaoping, il successore di Mao alla guida del Paese. In esso si afferma che le religioni in Cina sono destinate a scomparire, ma non devono più essere combattute; nell'immediato "sono tollerate in quanto sostengono la guida del partito comunista e la modernizzazione del Paese". La libertà di credere rimane una concessione dello Stato all'individuo.
In attuazione del Documento, l'Associazione Patriottica, la Chiesa controllata dal regime, approva alla fine degli anni ottanta lo «Statuto del collegio dei vescovi». Diverso è il trattamento che il governo riserva ai cristiani ancora fedeli al papa. Essi devono essere controllati, pertanto tutti i luoghi di culto e tutti i sacerdoti devono essere obbligatoriamente registrati. Questa politica di ferreo controllo indebolisce le comunità "non ufficiali", senza tuttavia riuscire a piegarle. La Chiesa fedele al papa fonda in clandestinità la Conferenza episcopale cinese (1989). Nel giro di poco tempo tutti i partecipanti dell'incontro fondativo verranno scoperti ed arrestati.
Dopo il clamore dei fatti di Tienanmen del 1989 cominciano a circolare in Occidente i diari dei sopravvissuti ai laogai. Due testimonianze si impongono su tutte: quelle di Padre Huang e di Padre Tiande, rinchiusi rispettivamente per 25 anni e per 30 anni. Entrambi non rinnegarono mai la loro fede, nonostante fossero sottoposti a continue sedute di rieducazione ed a privazioni di ogni genere. Ha passato 30 anni della sua vita nei campi di lavoro anche il vescovo di Shanghai Ignazio Kung Pin Mei (creato cardinale da Giovanni Paolo II mentre era detenuto), entrandovi a 56 anni ed ottenendo la liberazione all'età di 86 anni. I periodi di detenzione più lunga (almeno tra i casi conosciuti) sono quelli di padre Saverio Cai, monsignor Tommaso Zeng Jingmu e monsignor Han Dingxian, che hanno passato 35 anni nei laogai.
La repressione del governo cinese intanto continua. Nel 1997 è stato arrestato monsignor Francesco An Shuxin, rettore del seminario di Baoding. Il seminario è stato chiuso ed i sacerdoti arrestati. An Shuxin è stato liberato dopo 10 anni di carcere.
Nel 2003 numerosi sacerdoti sono stati arrestati senza alcuna accusa formale. Tutti i prelati che vengono arrestati, dopo la liberazione, sono sottoposti a uno stretto regime di sorveglianza che impedisce loro, di fatto, di esercitare l'attività pastorale. Alcuni casi concreti: il vescovo Yao Liang, che non può allontanarsi dalla sede parrocchiale; padre Giuseppe Lu Genjun, che è in pratica isolato dalla propria comunità; monsignor Giovanni Yang Shudao, arcivescovo, che è sottoposto a periodi alterni ad arresti e controlli; monsignor Tommaso Zeng Jingmu, il quale, dopo aver passato 35 anni nei campi di lavoro, è tuttora sottoposto agli arresti domiciliari.
Nel 2004 una donna di 34 anni, Jiang Zongxiu, è morta in prigione per le percosse ricevute. La donna era stata arrestata perché sorpresa mentre distribuiva Bibbie. Nel 2005 sedici suore sono state picchiate a sangue perché difendevano una scuola dalla demolizione.
Sono numerosi, e documentati, i casi di prelati morti in seguito a torture. La Cina è stata spesso condannata dalla comunità internazionale per la pratica della tortura. Durante la riunione del novembre del 2008 la Commissione ONU contro la tortura ha rinnovato la condanna di questa pratica da parte del regime.

### Il rapporto 2009 della L.R.F. Italia
La "Laogai Research Foundation Italia Onlus" è la sezione italiana della “Laogai Research Foundation”, un'associazione per i diritti umani fondata nel 1992 negli Stati Uniti da Harry Wu. Nel 2009 ha pubblicato un rapporto intitolato «La persecuzione dei cattolici in Cina».
In esso si legge che la Costituzione della Repubblica Popolare Cinese formalmente contiene gli stessi principii di uguaglianza, giustizia e libertà che sono riconosciuti dagli Stati democratici. Ma l'art. 36 contiene una formulazione che permette di capovolgere le enunciazioni di principio: «Lo stato protegge le normali attività religiose. Nessuno può far uso della religione per intraprendere attività che danneggino l'ordine pubblico, compromettano la salute dei cittadini o interferiscano con il sistema educativo dello stato. I beni e le attività religiose non sono soggette ad alcuna dominazione straniera».
«Nei quasi 1.500 laogai attualmente attivi, si presumono imprigionati da tre a sei milioni di persone, molti dei quali vi si trovano solo perché credenti».
Ma in Cina sono visibili i segni di un risveglio religioso. Il rapporto segnala che «Nonostante la forte repressione, nella notte di Pasqua del 2007 migliaia di persone sono state battezzate. Nella sola Pechino alla Veglia Pasquale vi sono stati quasi mille battesimi di adulti».
Il Partito Comunista Cinese tenta da anni di reprimere il fenomeno. Da una parte teme l'opera di aiuto della Chiesa ai sofferenti, «quindi la perseguita; dall'altro offre per i buddisti e i cristiani le versioni controllate, “ufficiali”, delle “Chiese patriottiche”». In questo modo chi non fa parte delle Chiese ufficiali può essere perseguito penalmente. L'atteggiamento del governo cinese infrange però «una direttiva ONU che definisce “discriminante” la distinzione tra attività lecite (perché riconosciute dallo Stato) e illecite (perché non riconosciute).

### Rapporti tra cattolici in comunione col papa e cattolici "patriottici"
Secondo le fonti ufficiali, attualmente in Cina sono aperte al culto 4.600 chiese cattoliche. Le fonti ufficiali si riferiscono agli edifici di culto gestiti da personale dell'Associazione patriottica.
Non è escluso però che le due Chiese cattoliche in Cina abbiano alcuni legami fra loro, sebbene non ufficiali. Secondo la «Laogai Research Foundation», molti degli aderenti all'Associazione patriottica si riconoscono clandestinamente con la Chiesa rimasta fedele al Papa. Quest'ultima, pur costretta ad operare nella clandestinità, è quella con la maggiore crescita di fedeli. A partire dal 1980, calcola l'agenzia di stampa AsiaNews, la comunità cresce al ritmo di centomila battesimi all'anno. Molti dei vescovi dell'associazione hanno chiesto segretamente l'approvazione della Santa Sede all'ordinazione episcopale, comunicandolo a volte pubblicamente dopo averla ricevuta; alcuni hanno rifiutato di celebrare ordinazioni imposte dal governo. La pratica della "doppia fedeltà" non è però accettata da tutti i membri della Chiesa in comunione col pontefice. 
La linea di papa Benedetto XVI e del vescovo di Hong Kong, il cardinale Joseph Zen Ze-Kiun è stata invece di appoggiare chi decideva di non scendere a compromessi con il governo comunista. Il governo però reprime duramente tutte le dichiarazioni di comunione con la Santa Sede. Nel luglio 2012 il nuovo vescovo ausiliare di Shanghai, Ma Daqin, dopo la nomina ha espresso pubblicamente fedeltà al Papa ed ha abbandonato l'Associazione patriottica. La reazione del governo è stata immediata:
l'alto prelato è stato prima rinchiuso nel seminario di Sheshan «per riposare», privato della possibilità per due anni di celebrare Messa nonché di comparire in pubblico; infine il titolo di vescovo gli è stato revocato (ma per il Vaticano è tuttora valido).
Il 28 ottobre 2013, quando al soglio pontificio sedeva Papa Francesco, è deceduto Pietro Liu Guandong, vescovo emerito della prefettura apostolica di Yixian, che ha passato 28 anni in carcere per non aver mai voluto rescindere il legame col papa.
Dalla sua fondazione al 2014 l'Associazione patriottica ha nominato circa un centinaio di vescovi.

## Rapporti tra Cina popolare e Santa Sede
La Santa Sede è uno dei ventitré stati che riconoscono la Repubblica di Cina di Taiwan e non la Repubblica popolare cinese come governo legittimo.
Fin dal 1952, quando il nunzio apostolico fu espulso da Pechino, non esiste una rappresentanza diplomatica ufficiale in Cina. La Santa Sede ha nominato soltanto un incaricato d'affari. La nunziatura risiede a Taipei. I rapporti diplomatici fra i due stati sono quindi soltanto "ufficiosi", ma non si sono in pratica mai interrotti completamente.

### Pontificato di Paolo VI
Il 31 dicembre 1965 papa Paolo VI manda a Mao Ze Dong, leader del Partito Comunista Cinese, un messaggio di saluto, che rimane senza risposta. Nel 1970 Paolo VI compie un viaggio apostolico in Asia, durante il quale si ferma ad Hong Kong.
Nel 1971 la Cina entra nel consiglio permanente di sicurezza dell'ONU prendendo il posto di Taiwan. Da allora la Santa Sede, per bocca del cardinale Angelo Sodano (quando ancora ricopriva l'incarico di Segretario di Stato) ha affermato la propria disponibilità, qualora il governo cinese lo permettesse, di spostare nuovamente la nunziatura a Pechino.

### Pontificato di Giovanni Paolo II
Nel 1979 l'Associazione patriottica nomina Michele Fu Tieshan vescovo di Pechino. La Santa Sede, per non turbare un momento così delicato come il risveglio della fede nel Paese, non inoltra nessuna protesta ufficiale. Tra il 1979 e il 1981 papa Giovanni Paolo II crea 14 cardinali, di cui uno cinese in pectore (Ignazio Kung Pin Mei, che all'epoca stava scontando una condanna in carcere).
Nel 1981 Giovanni Paolo II si reca in viaggio in Estremo Oriente. Per non irritare le autorità della Repubblica popolare evita di visitare Hong Kong e Taiwan. Dalle Filippine indirizza un messaggio di saluto al popolo e ai cristiani di Cina. Anche in questo caso il messaggio cade nel vuoto.
Nel 1988 Giovanni Paolo II eleva per la prima volta un vescovo di Hong Kong a cardinale: è John Baptist Wu Cheng-chung, originario della provincia di Guangdong. La mossa successiva della Santa Sede è quella di incaricare, un anno dopo, un membro della nunziatura di Manila (nelle Filippine) di trasferirsi a Hong Kong per seguire da vicino le vicende della Chiesa in Cina.
Nel 1999 si susseguono diversi segnali di distensione tra Santa Sede e Repubblica cinese. Ma vengono smentiti l'anno seguente (2000) con l'ordinazione, imposta dall'Associazione Patriottica, di ben 12 vescovi fedeli al regime. Inaspettatamente, 7 candidati si sottraggono alla nomina. Anche 120 seminaristi del seminario nazionale di Pechino evitano la partecipazione al rito. Nei mesi successivi subiranno corsi di propaganda politica e sedute di autocritica forzata. L'episodio conferma l'inesistenza di una vera libertà religiosa in Cina.
Nel settembre del 2000 Giovanni Paolo II dispone la canonizzazione di 120 cinesi, martiri della «rivolta dei Boxer». Il regime cinese reagisce inscenando una campagna di diffamazione verso i santi stessi e la Città del Vaticano. La campagna viene ripresa dai media cinesi; solo ad Hong Kong i martiri vengono onorati pubblicamente.
Nel 2003 il vescovo "ufficiale" di Pechino, Michael Fu Tieshan, viene nominato vicepresidente del Congresso nazionale del popolo, il più importante corpo legislativo della Cina. Il governo cinese approva tre documenti che disciplinano le procedure della Chiesa ufficiale, al fine di rafforzare il controllo su di essa.
Il 2 aprile 2005 muore Giovanni Paolo II. Il portavoce del Ministro degli Esteri cinese esprime le sue condoglianze, anche se non invia nessun rappresentante ufficiale alle esequie. Sembra cominciare un periodo di distensione tra Vaticano e regime cinese: in quell'anno hanno luogo due importanti ordinazioni episcopali da parte della Santa Sede, con il tacito benestare delle autorità politiche cinesi. Si tratta della nomina di Giuseppe Xing Wenzhi a vescovo ausiliare di Shanghai e della nomina di Anthony Dang Mingyan a vescovo ausiliare di Xi'an.

### Pontificato di Benedetto XVI
Nell'agosto del 2005 per la prima volta un gruppo di giovani cinesi cattolici in comunione col papa ha partecipato alla Giornata mondiale della gioventù.
Tuttavia nel 2006 sono riprese le ordinazioni episcopali non autorizzate, per le quali la Santa Sede ha espresso dolore e riprovazione. Secondo il diritto canonico, infatti, ai vescovi privi di un mandato pontificio non è dovuta l'obbedienza dei fedeli ed è vietato ordinare nuovi sacerdoti. In un suo documento Benedetto XVI ha cercato di fermare tali nomine ricordando che avrebbero causato la scomunica nei confronti sia dei vescovi ordinati che di quelli ordinanti. Nel contempo ha denunciato il fatto che i sacerdoti coinvolti sarebbero stati costretti a ricevere l'ordinazione contro la loro volontà. Gli sforzi della Santa Sede non sono stati vani: il 27 maggio 2007, infatti, in una nuova lettera ai cattolici cinesi Benedetto XVI affermava che la "quasi totalità" dei vescovi dell'Associazione patriottica "sono ormai in comunione piena con la Santa Sede". Il pontefice, comunque, metteva in luce il fatto che l'Associazione patriottica ha dei fini contrari alla fede cattolica. Nella stessa lettera il papa istituiva, per il 24 maggio, giorno di Nostra Signora di Sheshan la «Giornata mondiale di preghiera per la Chiesa in Cina». La diffusione della lettera però è stata bloccata, il testo cancellato dai siti web cattolici cinesi, inoltre è stata lanciata una campagna contro la «penetrazione» del Vaticano.
La basilica di Nostra Signora di Sheshan è l'unico santuario mariano autorizzato dal regime; si trova a circa 40 km da Shanghai. Ogni mese di maggio si svolge un pellegrinaggio al santuario; il mese mariano culmina con la festa, che si celebra il 24 maggio. Nel 2007 i pellegrini sono stati oltre undicimila.
La speranza di un miglioramento della condizione dei cattolici cinesi è stata rigenerata con l'ordinazione, il 21 settembre 2007, del nuovo vescovo di Pechino, monsignor Joseph Li Shan, a colmare un vuoto durato 40 anni. L'ultimo vescovo della capitale fedele alla Santa Sede era stato nominato, infatti, nel 1967. L'ordinazione di Li Shan, scelto dall'Associazione patriottica con il gradimento della Santa Sede, non fu sancita da un accordo formale tra Cina e Vaticano, ma ebbe comunque il tacito gradimento di entrambe le parti.
Per rafforzare i vescovi nell'unità e frenare l'influenza dell'Associazione patriottica, il 22 aprile 2008 il Papa ha inviato una nuova lettera a tutti i vescovi cinesi in comunione con Roma. In tutto la missiva ha raggiunto 90 vescovi, tra Chiesa "ufficiale" e Chiesa "sotterranea", impiegando a volte alcuni mesi per giungere a destinazione. Dopo la pubblicazione della lettera non ci sono state più ordinazioni di vescovi legati all'Associazione patriottica né ordinazioni di vescovi clandestini. Tutte le ordinazioni sono avvenute con il gradimento di entrambe le parti. Però i vescovi non sono realmente liberi: generalmente non possono incontrarsi tra loro, se non sotto il controllo dei funzionari dell'Associazione patriottica.
Il problema di mantenere aperto un canale di comunicazione con la Chiesa cinese è pressante. Molti cattolici hanno il timore che, mancando indicazioni precise e incisive da parte della Santa Sede, i vescovi fedeli al papa si lascino trasportare dagli eventi e da interpretazioni personali sul magistero papale, finendo per giungere a compromessi con la Chiesa "ufficiale".
Nel novembre 2010 l'Associazione patriottica, violando gli accordi taciti con la Santa Sede, ha ripreso a consacrare autonomamente nuovi vescovi. Il 20 novembre ha ordinato vescovo di Chengdu (nello Hebei) Guo Jincai, senza l'approvazione del Papa. Nel 2011 ha ordinato un altro vescovo (Diocesi di Leshan) senza dialogare con Roma. L'ordinazione ha amareggiato profondamente Benedetto XVI. Il 5 luglio il Vaticano ha deciso di "non riconoscere" la nomina ed ha proceduto, quindi, alla scomunica del vescovo illegittimamente ordinato.
A giugno del 2011, monsignor Savio Hon Tai-Fai ha manifestato le proprie rimostranze sia per le nomine illegittime di vescovi attuate dalle autorità di Pechino che per l'ingerenza politica nella vita della Chiesa cinese. Ha esortato sacerdoti e vescovi a rifiutare le nomine andando incontro a possibili sanzioni: il fatto è punito dalla legge con l'obbligo di frequentare "corsi di rieducazione"), l'impossibilità di viaggiare in Cina e all'estero, e la perdita delle sovvenzioni statali.
Il 18 febbraio 2012 si è svolto un concistoro per la creazione di nuovi cardinali. John Tong Hon, di Hong Kong, neoeletto porporato, ha descritto la situazione della Chiesa cattolica cinese con tre parole: "sorprendente, difficile, possibile"; ha aggiunto che un terzo dei 3.500 sacerdoti cinesi ha meno di 50 anni e, inoltre, che nei dieci seminari riconosciuti dal governo e nei sei non riconosciuti vivono 1.400 futuri presbiteri.

### Pontificato di Francesco
Nella notte tra il 13 e il 14 agosto del 2014 per la prima volta un Papa ha avuto il permesso di sorvolare la Cina: l'occasione è stata il viaggio apostolico di Francesco in Corea del Sud. Come è consuetudine, il Papa ha inviato un telegramma al presidente cinese Xi Jinping. Lo stesso è avvenuto nel viaggio di ritorno, il successivo 18 agosto.
In occasione del Capodanno cinese del 2016, l'agenzia di stampa AsiaNews ha pubblicato un'intervista nella quale il Pontefice ha dichiarato che l'Oriente, l'Occidente e la Cina possono conservare insieme l'equilibrio della pace, aggiungendo di voler costruire un dialogo fra la Chiesa e il popolo cinese ispirato all'esempio del missionario gesuita Matteo Ricci, in vista di una sua possibile beatificazione. L'intervista si conclude con i primi auguri inviati da un Pontefice direttamente al Presidente della Repubblica Popolare, seguiti da quelli a tutti i cinesi.
Il 22 settembre 2018 è stata annunciata la firma di un accordo provvisorio tra la Santa Sede e la Repubblica Popolare cinese sulla nomina dei vescovi. Frutto di un processo di «graduale e reciproco avvicinamento», esso ha carattere provvisorio in quanto «prevede valutazioni periodiche circa la sua attuazione». L'intesa prevede che il governo cinese approvi le elezioni dei membri della conferenza episcopale, mentre al Pontefice spetti l'ultima parola; tale accordo non riguarda le diocesi di Hong Kong e Macao che, grazie alla loro speciale autonomia amministrativa, hanno sempre avuto vescovi nominati direttamente dalla Santa Sede anche dopo il passaggio dallo status coloniale (la prima dell'Impero britannico, la seconda dell'Impero portoghese) all'incorporazione nella Repubblica popolare cinese (rispettivamente nel 1997 e nel 1999). Nello stesso giorno 22 settembre 2018 è stato reso noto che il papa aveva tolto la scomunica agli otto vescovi "ufficiali" ordinati senza l'approvazione pontificia (di cui uno deceduto nel 2017), ai quali ha assegnato una diocesi di insediamento a febbraio del 2019; ha inoltre eretto la nuova diocesi di Chengde, suffraganea dell'arcidiocesi di Pechino.
Il successivo 26 settembre è stato pubblicato il Messaggio del Santo Padre ai cattolici cinesi e alla Chiesa universale, in cui papa Francesco esorta i cattolici cinesi all'unità e alla riconciliazione, offre delle indicazioni pastorali sul cammino da compiere e spiega le finalità e le ragioni dell'accordo con le autorità della Repubblica popolare cinese sulla nomina dei vescovi. Il mese successivo due vescovi cinesi (Giovanni Battista Yang Xaoting e Giuseppe Guo Jincai) hanno partecipato alla XV Assemblea generale del Sinodo dei vescovi sul tema «I giovani, la fede e il discernimento vocazionale». È stata la prima volta che un Sinodo ha visto la partecipazione di vescovi provenienti dalla Cina continentale.
Il 22 ottobre 2020, allo scadere dei due anni di validità ad experimentum dell'accordo sulla nomina dei vescovi, la sua fase attuativa sperimentale è stata prorogata per ulteriori due anni. Il 22 ottobre 2022 è stato reso noto che la Santa Sede e la Repubblica Popolare Cinese hanno concordato di prorogare per un ulteriore biennio l'accordo provvisorio sulla nomina dei vescovi. In tale occasione il cardinale Segretario di Stato Pietro Parolin ha reso noto che dalla stipula dell'accordo sono stati ordinati secondo la procedura concordata 6 nuovi vescovi cinesi e che altrettanti vescovi "clandestini" sono stati riconosciuti dalle autorità della Repubblica Popolare, mentre non ci sono più state ordinazioni episcopali illegittime e altre procedure per la nomina di nuovi vescovi sono in corso; allo stesso tempo, secondo il conto fatto dal portale "Asia News" del PIME, sarebbero ben 37 le diocesi cinesi vacanti, segno che nonostante l'accordo le nuove nomine procedono a rilento. Il 22 ottobre 2024 l'accordo provvisorio sulla nomina dei vescovi è stato prorogato non più per un biennio, ma per quattro anni. 
Nel 2022 il cardinale Joseph Zen Ze-kiun, che nel 2019 aveva appoggiato le proteste per la libertà ad Hong Kong, è stato arrestato e poi rilasciato su cauzione e condannato ad una multa. Nello stesso anno, Joseph Lai, leader per i diritti umani sempre ad Hong Kong, è condannato a quattro anni di prigione.

### Pontificato di Leone XIV
Sebbene l’elezione al Soglio di Pietro di un cittadino statunitense non dev’essere riuscita gradita a Pechino, è pur vero che Leone XIV ha un’ampia conoscenza dell’Asia. Quando era priore generale degli Agostiniani ha visitato anche la Repubblica popolare, ed è il primo papa ad averlo fatto.

## Suddivisione territoriale

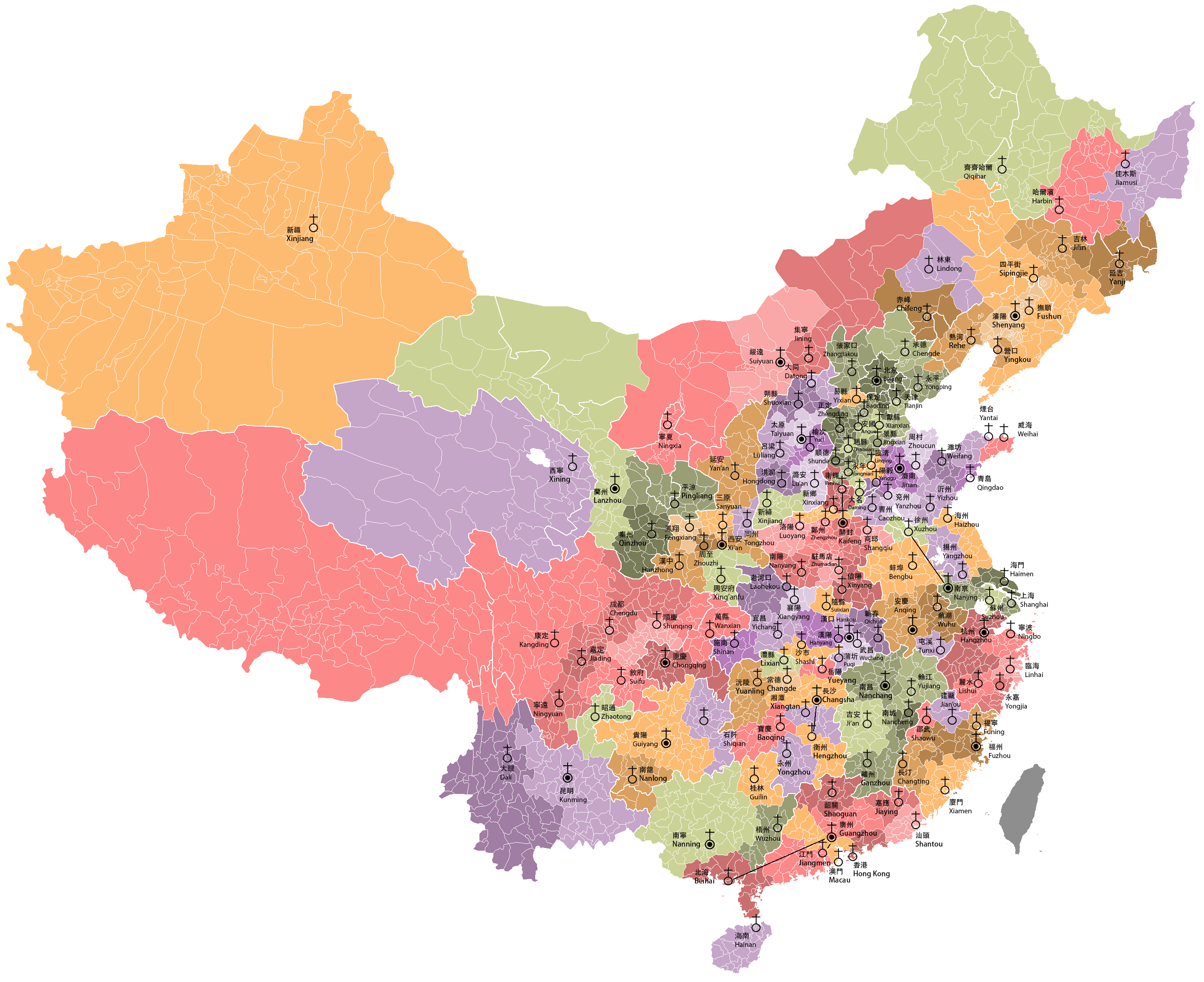
Mappa delle diocesi cattoliche della Cina al febbraio 2024.

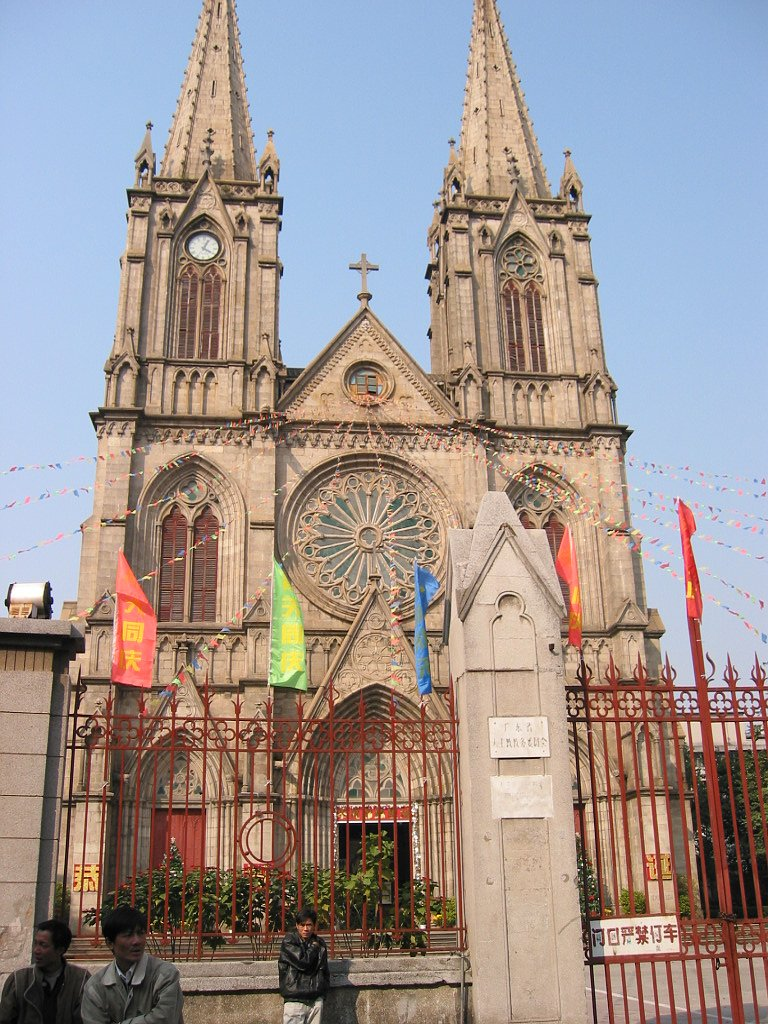
Cattedrale del Sacro Cuore a Guangzhou

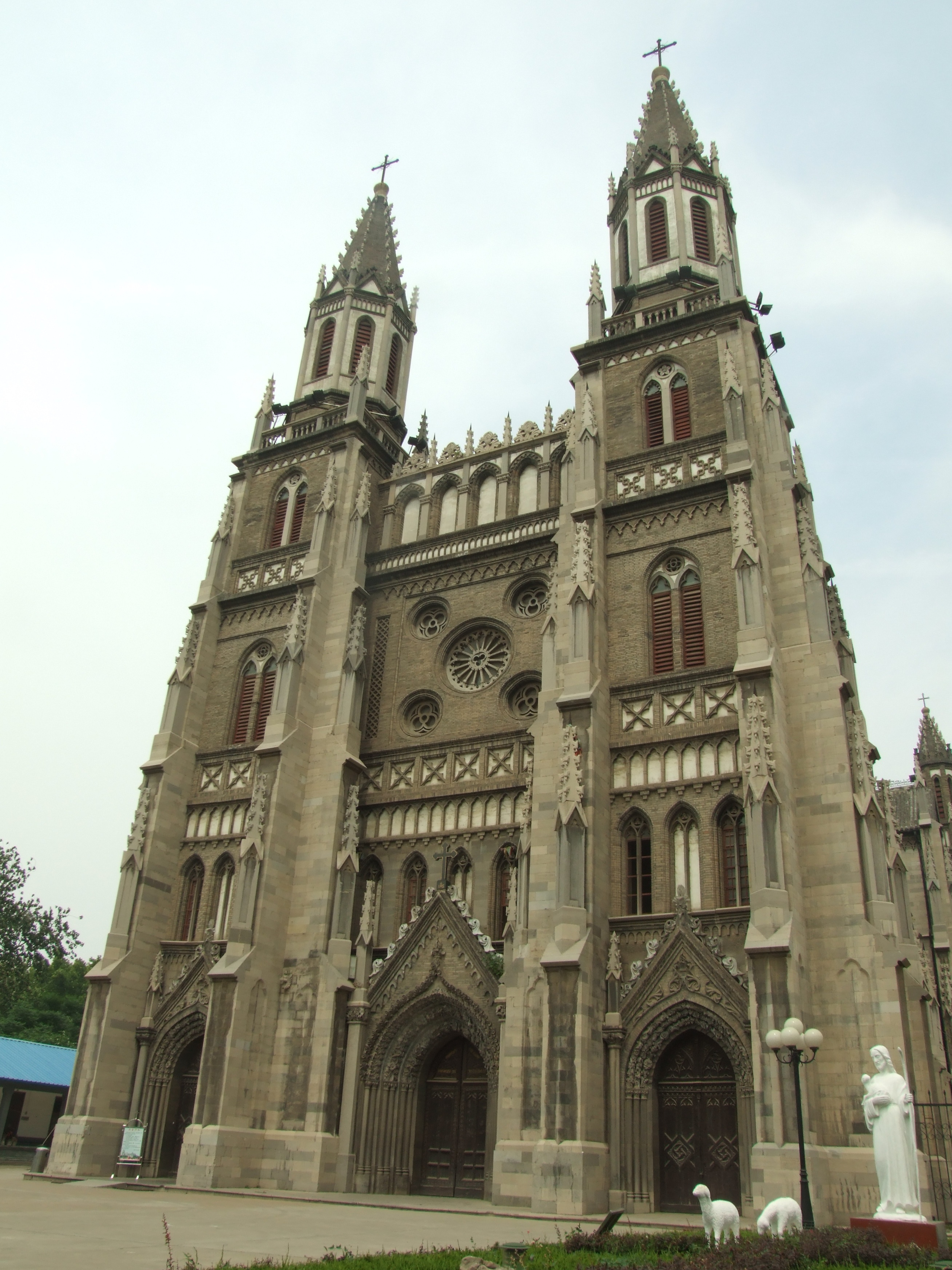
La cattedrale del Sacro Cuore di Jinan

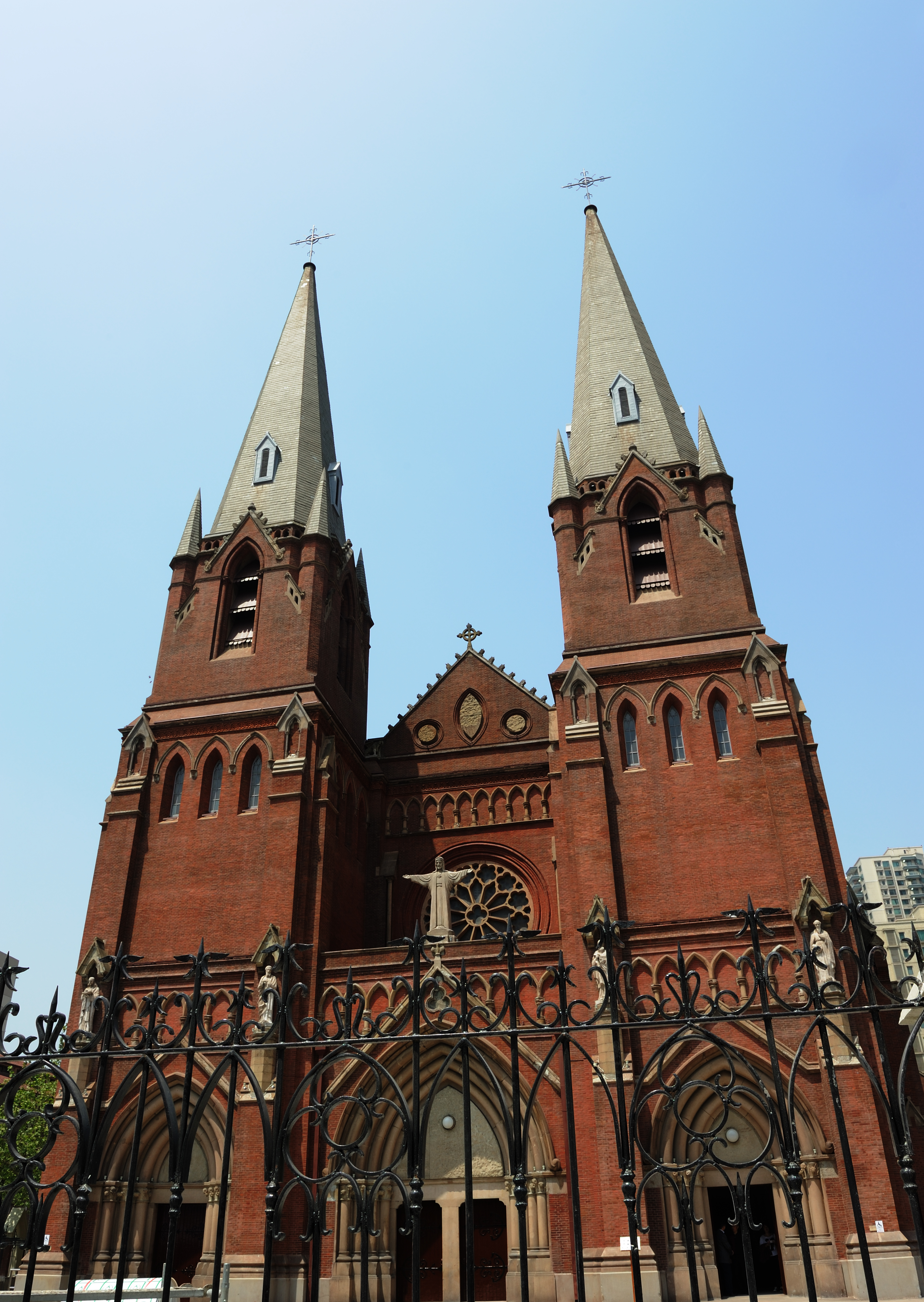
Cattedrale di Sant'Ignazio a Shanghai

Secondo l'annuario pontificio la Cina è suddivisa in 150 tra arcidiocesi, diocesi e prefetture apostoliche suddivise in 20 province ecclesiastiche. Questa tuttavia è la situazione al 1950; dopo l'avvento del regime comunista, gli Annuari Pontifici non sono stati più aggiornati. Il governo cinese ha sempre e solo riconosciuto la Chiesa ufficiale, da esso controllata direttamente. Le autorità non fanno distinzione tra arcidiocesi, diocesi e prefetture apostoliche, e nemmeno, di conseguenza, riconoscono la diversità di grado tra le diverse autorità ecclesiastiche. Inoltre, non di rado, per le mutate condizioni geografiche ed amministrative, alcune circoscrizioni ecclesiastiche della medesima provincia sono state accorpate dando origine ad una nuova circoscrizione ecclesiastica, ufficialmente non riconosciuta dalla Santa Sede. È il caso, per esempio, della diocesi di Anhui che comprende l'intera provincia ecclesiastica di Anqing; oppure la diocesi di Liaoning che comprende le 4 circoscrizioni ecclesiastiche della provincia civile di Liaoning. Dal 1950 al 2018 tutte le sedi vescovili cinesi sono risultate ufficialmente vacanti, tranne quelle di Hong Kong e Macao, dove vige libertà di culto.
Nella lettera ai cattolici della Cina del 27 maggio 2007 papa Benedetto XVI afferma che i vescovi cinesi "ordinati senza il mandato pontificio" e che "non hanno chiesto, o non hanno ancora ottenuto, la necessaria legittimazione" costituiscono "un numero molto ridotto" (n. 8). L'accordo del 2018 ha portato al riconoscimento reciproco, sia da parte del papa che da parte del governo cinese, di un congruo numero di vescovi. Di fatto alcuni vescovi della Chiesa ufficiale avevano chiesto e ottenuto la comunione con la Santa Sede ed erano quindi anche per la Chiesa cattolica titolari della diocesi assegnata dalla "Chiesa patriottica".

### Province ecclesiastiche
- Provincia ecclesiastica di Anqing: arcidiocesi di Anqing, diocesi di Bengbu, diocesi di Wuhu;
- Provincia ecclesiastica di Changsha: arcidiocesi di Changsha, diocesi di Changde, diocesi di Hengyang, diocesi di Yuanling;
- Provincia ecclesiastica di Chongqing: arcidiocesi di Chongqing, diocesi di Chengdu, diocesi di Kangding, diocesi di Leshan, diocesi di Nanchong, diocesi di Wanzhou, diocesi di Xichang, diocesi di Yibin;
- Provincia ecclesiastica di Fuzhou: arcidiocesi di Fuzhou, diocesi di Xiapu, diocesi di Xiamen, diocesi di Changting;
- Provincia ecclesiastica di Guangzhou (Canton): arcidiocesi di Guangzhou, diocesi di Beihai, diocesi di Hong Kong, diocesi di Jiangmen, diocesi di Meixian, diocesi di Shantou, diocesi di Shaoguan;
- Provincia ecclesiastica di Guiyang: arcidiocesi di Guiyang, diocesi di Anlong;
- Provincia ecclesiastica di Hangzhou: arcidiocesi di Hangzhou, diocesi di Linhai, diocesi di Lishui, diocesi di Ningbo, diocesi di Yongjia;
- Provincia ecclesiastica di Hankou: arcidiocesi di Hankou, diocesi di Enshi, diocesi di Hanyang, diocesi di Laohekou, diocesi di Puqi, diocesi di Qichun, diocesi di Wuchang, diocesi di Xiangyang, diocesi di Yichang;
- Provincia ecclesiastica di Hohot: arcidiocesi di Hohot, diocesi di Chongli-Xiwanzi, diocesi di Jining, diocesi di Yinchuan;
- Provincia ecclesiastica di Jinan: arcidiocesi di Jinan, diocesi di Caozhou, diocesi di Linyi, diocesi di Qingdao, diocesi di Weifang, diocesi di Yanggu, diocesi di Yantai, diocesi di Yanzhou, diocesi di Zhoucun;
- Provincia ecclesiastica di Kaifeng: arcidiocesi di Kaifeng, diocesi di Jixian, diocesi di Luoyang, diocesi di Nanyang, diocesi di Shangqiu, diocesi di Xinyang, diocesi di Zhengzhou, diocesi di Zhumadian;
- Provincia ecclesiastica di Kunming: arcidiocesi di Kunming, diocesi di Dali;
- Provincia ecclesiastica di Lanzhou: arcidiocesi di Lanzhou, diocesi di Pingliang, diocesi di Tianshui;
- Provincia ecclesiastica di Nanchang: arcidiocesi di Nanchang, diocesi di Ganzhou, diocesi di Ji'an, diocesi di Nancheng, diocesi di Yujiang;
- Provincia ecclesiastica di Nanchino: arcidiocesi di Nanchino, diocesi di Haimen, diocesi di Shanghai, diocesi di Suzhou, diocesi di Xuzhou;
- Provincia ecclesiastica di Nanning: arcidiocesi di Nanning, diocesi di Wuzhou;
- Provincia ecclesiastica di Pechino: arcidiocesi di Pechino, diocesi di Anguo, diocesi di Baoding, diocesi di Chengde, diocesi di Daming, diocesi di Jingxian, diocesi di Tianjin, diocesi di Xianxian, diocesi di Xingtai, diocesi di Xuanhua, diocesi di Yongnian, diocesi di Yongping, diocesi di Zhaoxian, diocesi di Zhengding;
- Provincia ecclesiastica di Shenyang: arcidiocesi di Shenyang, diocesi di Chifeng, diocesi di Fushun, diocesi di Jilin, diocesi di Jinzhou, diocesi di Siping, diocesi di Yanji, diocesi di Yingkou;
- Provincia ecclesiastica di Taiyuan: arcidiocesi di Taiyuan, diocesi di Datong, diocesi di Hongdong, diocesi di Lu'an, diocesi di Lüliang, diocesi di Shuoxian, diocesi di Yuci;
- Provincia ecclesiastica di Xi'an: arcidiocesi di Xi'an, diocesi di Fengxiang, diocesi di Hanzhong, diocesi di Sanyuan, diocesi di Yan'an, diocesi di Zhouzhi.

### Circoscrizioni immediatamente soggette alla Santa Sede
- Diocesi di Macao

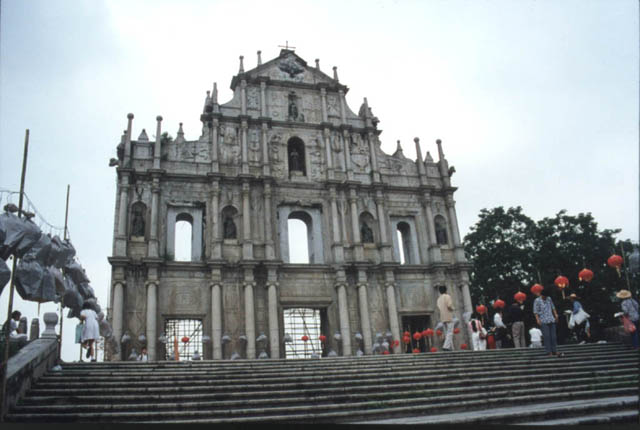
Resti della cattedrale di San Paolo a Macao

- Amministrazione apostolica di Harbin
- Prefettura apostolica di Ankang
- Prefettura apostolica di Baojing
- Prefettura apostolica di Guilin
- Prefettura apostolica di Hainan
- Prefettura apostolica di Haizhou
- Prefettura apostolica di Jiamusi
- Prefettura apostolica di Jian'ou
- Prefettura apostolica di Lingling
- Prefettura apostolica di Linqing
- Prefettura apostolica di Lintong
- Prefettura apostolica di Lixian
- Prefettura apostolica di Qiqihar
- Prefettura apostolica di Shaowu
- Prefettura apostolica di Shashi
- Prefettura apostolica di Shiqian
- Prefettura apostolica di Suixian
- Prefettura apostolica di Tongzhou
- Prefettura apostolica di Tunxi
- Prefettura apostolica di Weihai
- Prefettura apostolica di Xiangtan
- Prefettura apostolica di Xining
- Prefettura apostolica di Xinjiang
- Prefettura apostolica di Xinjiang-Urumqi
- Prefettura apostolica di Xinxiang
- Prefettura apostolica di Yangzhou
- Prefettura apostolica di Yixian
- Prefettura apostolica di Yueyang
- Prefettura apostolica di Zhaotong

### Circoscrizioni di rito orientale
- Esarcato apostolico di Harbin (Chiesa greco-cattolica russa)

## Delegati e internunzi apostolici

### Delegati apostolici
- Celso Costantini † (12 agosto 1922 - 3 novembre 1933 nominato consultore della Congregazione di Propaganda Fide)
- Mario Zanin † (28 novembre 1933 - 1946 nominato officiale della Segreteria di Stato)

### Internunzi apostolici
- Antonio Riberi † (5 luglio 1946 - 5 settembre 1951[59])
  - Internunziatura trasferita a Taiwan